# Aéroport de Cape Dorset
L'aéroport de Cape Dorset est un aéroport situé au Nunavut, au Canada.